# خودهمتاسازی

خودجایگزین‌گری یک مولکول دن‌آ

خودهمتاسازی، خودهمانندسازی یا خودجایگزین‌گری (به انگلیسی: Self-replication) به هر فرایندی که چیزی، خود را تکثیر کند، گفته می‌شود. سلول‌های زیستی، در صورت وجود محیط مناسب، توسط تقسیم سلولی تولیدمثل می‌کنند. حین تقسیم سلولی، دن‌آ بازتولید شده و به فرزندان منتقل می‌شود. ویروس‌های زیستی نیز تنها با استفاده از دستگاه تناسلی سلول مورد تهاجم قرار گرفته، طی فرایند سرایت بازتولید می‌شوند. ویروس‌های رایانه‌ای نیز از طریق به‌کارگیری سخت‌افزار و نرم‌افزار رایانه، خود را بازتولید می‌کنند. خودجایگزین‌گری ربات‌ها نیز از موضوعات مهم و مورد توجه در حوزهٔ علمی تخیلی است. هر مکانیسم خودجایگزین‌گری که نمونه‌ای دقیقاً مشابه خود را تولید نکند، و نمونه‌های متفاوتی از خود را تکثیر کند، به انتخاب طبیعی مربوط خواهد شد، به صورتی که نمونه‌هایی که توانایی ایستادگی در محیط را دارند، خود را تکثیر خواهند کرد و نمونه‌هایی که این توان را ندارند، نابود و منقرض خواهند شد.